# Russische Baureihe Ш
Die Fahrzeuge der Russischen Baureihe Ш [ʃa] waren russische Güterzug-Dampflokomotiven mit der Achsfolge 1’D. Der Entwurf stammte von dem Ingenieur Wacław Łopuszyński. Sie war die einzige Dampflokomotive in Russland, die in der Kombination Blechrahmen und Blockzylinder entstand. Diese Bauweise war weltweit selten anzutreffen. Sie wurde auf der Grundlage der Russischen Baureihe Ц [t͡sɛ] geschaffen. Nach ihr erschien auf ihrer Grundlage die Russische Baureihe Щ [ɕt͡ɕa]. Sie besaß mit 15,3 t einen für die damalige Zeit recht hohen Achsdruck. Deshalb konnte sie nur auf einigen Eisenbahnlinien des Landes betrieben werden.